# Maliattha vialana
Maliattha vialana là một loài bướm đêm trong họ Noctuidae.